# Всё только начинается
«Всё только начинается» (англ. Just Getting Started) — американский комедийный фильм 2017 года сценариста и режиссера Рона Шелтона. В главных ролях — Морган Фриман, Томми Ли Джонс и Рене Руссо. Мировая премьера фильма состоялась 8 декабря 2017 года (в России — 11 января 2018 года).

## Сюжет
Дюк, некогда первоклассный адвокат, живёт и устраивает роскошные вечеринки на вилле Капри, находясь под опекой программы защиты свидетелей. Однако всё меняется, когда к нему приезжает бывший агент ФБР — начинается борьба с мафией, у которой остались несведённые счёты c Дюком.

## В ролях
| Актёр          | Роль       |
| -------------- | ---------- |
| Морган Фримен  | Дюк Дайвер |
| Томми Ли Джонс | Лео        |
| Гленн Хидли    | Маргарита  |
| Рене Руссо     | Сьюзи      |
| Джо Пантолиано | Джоуи      |
| Шерил Ли Ральф | Роберта    |
| Элизабет Эшли  | Лили       |
| Грэм Беккель   | Берт       |

## Производство
14 мая 2016 года компания «Broad Green Pictures» объявила, что совместно с «Entertainment One» будет продюсировать фильм Рона Шелтона под названием «Вилла Капри» (англ. Villa Capri), главные роли в котором сыграют Морган Фриман и Томми Ли Джонс, а 9 июня к анонсируемому актёрскому составу присоединилась Рене Руссо. Съёмки начались в Нью-Мексико 15 августа этого же года. В сентябре 2017 годы было анонсировано, что рабочее название картины изменено на «Всё только начинается».

## Критика
Согласно соотношению бюджета, затраченного на съёмки, и сборов, фильм считается 21-м в списке самых провальных. На обзорном сайте-агрегаторе Rotten Tomatoes фильм имеет 5 % рейтинг одобрения на основании 20 обзоров со средним рейтингом 2 из 10. По данным Metacritic, основанным на 10 критических обзорах, фильм имеет 21 балл из 100 возможных, что в целом указывает на неблагоприятные отзывы.